# Sepp Kusstatscher
Josef Kusstatscher, dit Sepp (Villanders, 17 de març de 1947) és un polític sudtirolès. Llicenciat en teologia, el 1974, començà com a professor a Brixen i cap de la Unió d'Estudiants Sudtirolesos. De 1977 a 1985 fou alcalde de Villanders pel Südtiroler Volkspartei, i fou escollit conseller provincial a les eleccions regionals de Trentino-Tirol del Sud de 1988. De 1989 a 1994 fou cap del comitè d'afers socials del SVP, però preocupat pels temes mediambientals, el 2003 abandonà el partit per a ingressar en els Verds del Tirol del Sud, amb el que fou escollit conseller provincial a les eleccions regionals de Trentino-Tirol del Sud de 2003. A les eleccions europees de 2004 fou elegit diputat del Partit Verd Europeu. Actualment és membre del Comitè de Transport i Turisme del Parlament europeu, on ha estat membre del comitè de treball i afers socials i de delegació de la Comissió Parlamentària a Macedònia del Nord.